# Charles Ellice

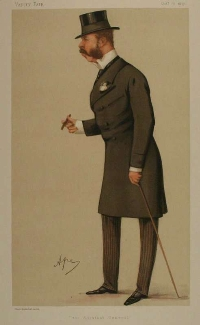
Charles Ellice in einer Karikatur von Carlo Pellegrini in der Zeitschrift Vanity Fair (20. Oktober 1877)

Sir Charles Henry Ellice, GCB (* 10. Mai 1823 in Florenz; † 12. November 1888) war ein britischer General der British Army, der von 1876 bis 1882 als Adjutant-General einen der höchsten Posten des Heeres innehatte.

## Leben

### Familiäre Herkunft und Offizierslaufbahn
Charles Henry Ellice war eines von fünf Kinder und der jüngere von zwei Söhnen von General Robert Ellice und dessen Ehefrau Eliza Courtney, eine uneheliche Tochter des Politikers Charles Grey, 2. Earl Grey aus einer Affäre mit Georgiana Cavendish, Duchess of Devonshire, die zu der Zeit noch mit William Cavendish, 5. Duke of Devonshire verheiratet war. Seine ältere Schwester Eliza Ellice war mit dem Sprecher des Unterhauses und späteren 1. Viscount Hampden, Henry Bouverie William Brand, verheiratet. Sein Onkel war der wohlhabende Kaufmann und Politiker Edward Ellice, der unter anderem Mitglied des House of Commons, Finanzsekretär des Schatzamtes und Staatssekretär im Kriegsministerium war.
Er selbst absolvierte eine Offiziersausbildung am Royal Military College Sandhurst und trat am 10. Mai 1839 als Leutnant (Second Lieutenant) in das Gardegrenadier-Regiment Coldstream Guards ein. Am 8. Mai 1845 wurde er zum Hauptmann (Captain) befördert und wechselte als solcher am 20. März 1846 zum Infanterieregiment 82nd Regiment of Foot (Prince of Wales’s Volunteers) sowie bereits zwei Wochen später am 3. April 1846 zum Linieninfanterieregiment 24th (2nd Warwickshire) Regiment of Foot, wo sein Vater zwischen 1842 und 1846 Regimentsoberst war. Er nahm für die Britische Ostindien-Kompanie am Zweiten Sikh-Krieg (April 1848 bis März 1849) teil und wurde am 21. Dezember 1849 zum Major, am 8. August 1851 zum Oberstleutnant (Lieutenant-Colonel) sowie am 28. November 1854 zum Oberst (Colonel) befördert. In der Folgezeit nahm er am Indischen Aufstand von 1857 sowie währenddessen an der Schlacht um Jhelam am 7. Juli 1857 teil.

### Generalquartiermeister und Generaladjutant
Als Brigadegeneral (Brigadier) war Ellice zwischen Mai 1863 und März 1864 Kommandeur der 1. Infanteriebrigade sowie im Anschluss als Generalmajor (Major-General) von März 1864 bis September 1867 Kommandeur der Garnison Shorncliffe. Danach löste er im September 1867 Generalmajor William Anson McCleverty als Kommandierender General (General Officer Commanding) des Bezirks Südost (South-Eastern District) und hatte diesen Posten bis Juni 1868 inne, woraufhin Generalleutnant David Russell seine Nachfolge übernahm. Im April 1871 wurde er als Nachfolger von Generalmajor Frederick Haines Generalquartiermeister des Heeres (Quartermaster-General to the Forces) ab und bekleidete dieses Amt fünf Jahre lang bis April 1876, woraufhin General Daniel Lysons seine Nachfolge antrat. Für seine Verdienste wurde er am 24. Mai 1873 zum Knight Commander des Order of the Bath (KCB) geschlagen, so dass er fortan den Namenszusatz „Sir“ führte. Wenige Monate später wurde er am 28. September 1873 auch zum Generalleutnant (Lieutenant-General) befördert. Zugleich war er zwischen 1874 und 1881 Regimentsoberst des Linieninfanterieregiments The 49th (Princess of Wales’s Hertfordshire) Regiment.
Danach wurde Generalleutnant Charles Ellice im November 1876 als Nachfolger von General Richard Airey Generaladjutant (Adjutant-General), einem der höchsten Posten innerhalb des Heeres, und verblieb in dieser Verwendung bis zu seiner Ablösung durch General Garnet Wolseley, 1. Viscount Wolseley im April 1882. Am 15. Februar 1882 wurde er zum Knight Grand Cross des Order of the Bath (GCB) erhoben. Zuletzt war er von 1884 bis zu seinem Tode 1888 Regimentsoberst des Linieninfanterieregiments South Wales Borderers
Er war seit 1862 mit Louisa Caroline Lambton verheiratet, Nichte des Politikers John Lambton, 1. Earl of Durham. 